# Ebrahim Sadeghi
Ebrahim Sadeghi (en persa: ابراهیم صادقی‎, Karaj, Irán, 4 de febrero de 1979) es un exfutbolista y entrenador de fútbol iraní que jugaba en la posición de centrocampista.

## Carrera

### Club
Estuvo en varios equipos de categorías menores, pero a nivel profesional solo jugó con el Saipa FC de 2000 a 2017, siendo el primer y único jugador actualmente en haber disputado más de 400 partidos en la Iran Pro League, anotó 42 goles, ganó un título de liga y fue nominado al futbolista del año en Asia en 2008 como el único menor de 21 años en la lista.

### Selección nacional
Jugó para Irán en 15 ocasiones de 2007 a 2008 y anotó un gol en la victoria por 2-0 ante Emiratos Árabes Unidos el 12 de enero de 2007 en un partido amistoso en Abu Dabi. Ganó el Campeonato de la WAFF 2008 y participó en la Copa Asiática 2007.

## Logros

### Club
- Iran Pro League (1): 2006-07

### Selección nacional
- WAFF Championship (1): 2008

### Individual
- Saipa Tiba.[6][7]

## Estadísticas
| Club          | División        | Temporada     | Liga        | Liga  | Copa Hazfi  | Copa Hazfi | Asia        | Asia  | Total       | Total |
| Club          | División        | Temporada     | Apariciones | Goles | Apariciones | Goles      | Apariciones | Goles | Apariciones | Goles |
| ------------- | --------------- | ------------- | ----------- | ----- | ----------- | ---------- | ----------- | ----- | ----------- | ----- |
| Saipa         | Iran Pro League | 2001–02       | 8           | 0     | 0           | 0          | –           | –     | 8           | 0     |
| Saipa         | Iran Pro League | 2002–03       | 15          | 1     | 0           | 0          | –           | –     | 15          | 1     |
| Saipa         | Iran Pro League | 2003–04       | 32          | 3     | 0           | 0          | –           | –     | 32          | 3     |
| Saipa         | Iran Pro League | 2004–05       | 27          | 3     | 2           | 0          | –           | –     | 29          | 3     |
| Saipa         | Iran Pro League | 2005–06       | 30          | 2     | 0           | 0          | –           | –     | 30          | 2     |
| Saipa         | Iran Pro League | 2006–07       | 29          | 5     | 1           | 0          | –           | –     | 30          | 5     |
| Saipa         | Iran Pro League | 2007–08       | 30          | 3     | 1           | 0          | 7           | 0     | 38          | 3     |
| Saipa         | Iran Pro League | 2008–09       | 31          | 1     | 1           | 0          | –           | –     | 32          | 1     |
| Saipa         | Iran Pro League | 2009–10       | 32          | 7     | 1           | 0          | –           | –     | 33          | 7     |
| Saipa         | Iran Pro League | 2010–11       | 34          | 4     | 1           | 1          | –           | –     | 35          | 5     |
| Saipa         | Iran Pro League | 2011–12       | 30          | 3     | 1           | 0          | –           | –     | 24          | 1     |
| Saipa         | Iran Pro League | 2012–13       | 32          | 1     | 0           | 0          | –           | –     | 32          | 1     |
| Saipa         | Iran Pro League | 2013–14       | 29          | 0     | 1           | 0          | –           | –     | 30          | 0     |
| Saipa         | Iran Pro League | 2014–15       | 27          | 2     | 1           | 0          | –           | –     | 28          | 2     |
| Saipa         | Iran Pro League | 2015–16       | 27          | 5     | 2           | 0          | –           | –     | 29          | 5     |
| Saipa         | Iran Pro League | 2016–17       | 24          | 2     | 3           | 0          | –           | –     | 27          | 2     |
| Total carrera | Total carrera   | Total carrera | 437         | 42    | 15          | 1          | 7           | 0     | 452         | 41    |